# Городищенский район (Черкасская область)
Городи́щенский райо́н (укр. Городищенський район, до 1944 г. район имени Г. И. Петровского) — упразднённая административная единица в центре Черкасской области Украины. Административный центр — город Городище.

## География
Площадь — 887 км².

## История
Район образован 7 марта 1923 года в составе Корсуньского округа. 12 ноября 1959 года к Городищенскому району была присоединена часть территории упразднённого Ольшанского района. 1 февраля 1963 года район был упразднён, повторно образован в 1966 году. Упразднен 17 июня 2020 года, территория включена в состав Черкасского района.

## Демография
Население района составляет 39 137 человек (2019), в городских условиях проживают 17 828 человек, в сельских — 21 309 человек.

## Населённые пункты
- 1 город районного значения: Городище
- 2 посёлка городского типа: Ольшана • Цветково
- 21 село: Буда-Орловецкая • Валява • Вербовка • Вороновка • Вязовок • Дмитрово • Дырдин • Журавка • Зелёная Диброва • Калиновка • Ксаверово • Млиев • Набоков • Орловец • Петрики • Петропавловка • Сегединцы • Староселье • Тихие Вербы • Толстая • Хлыстуновка

8 посёлков: Ильченково • Клычково • Кудиновка • Моргуново • Сагайдачное • Стадница • Трихуторовка • Хрестовка